# Universal TV
Universal TV (bis 2. Juli 2018 Universal Channel) ist ein deutschsprachiger Spartensender, der von NBC Universal Global Networks Deutschland GmbH mit Sitz in Unterföhring betrieben wird. Der Sender hat am 5. September 2013 seinen Sendebetrieb in HD- und SD-Qualität aufgenommen.

## Programm
Das Programmfenster besteht aus einer Mischung von Spielfilmen und Serien, wobei letztere den Großteil des Programms ausmachen. Die Primetime des Senders startet um 21 Uhr und wird unter anderem durch exklusive Erstausstrahlungen gefüllt. Das komplette Programm steht zusätzlich zur deutschen Synchronisation auch in der Originalversion zur Verfügung. Neben bereits auf anderen Sendern ausgestrahlten Serien werden auch deutschsprachige Erstausstrahlungen geboten.
Erstausstrahlung
- Chicago Med
- Chicago Fire
- Chicago Justice
- Devious Maids
- Bates Motel
- Blood & Treasure – Kleopatras Fluch
- Superstore

Wiederholung
- Castle
- Criminal Intent – Verbrechen im Visier
- Ghost Whisperer – Stimmen aus dem Jenseits
- Law & Order: New York
- Up All Night
- Baby Daddy

Filme (Auswahl)
- American Pie präsentiert: Das Buch der Liebe
- American Pie präsentiert: Die College-Clique
- American Pie präsentiert: Die nächste Generation
- American Pie präsentiert: Nackte Tatsachen
- Bean – Der ultimative Katastrophenfilm
- Beastly
- Casanova
- Die Herzogin
- Elizabeth – Das goldene Königreich
- Hals über Kopf
- Ich – Einfach unverbesserlich
- Into the Blue
- King Kong
- Liebe braucht keine Ferien
- Scary Movie 4
- Shakespeare in Love
- The Magic of Belle Isle – Ein verzauberter Sommer
- 8 Mile

## Logos

Logo von Universal Channel vom 5. September 2013 - 1. Juli 2018
Logo von Universal Channel HD vom 5. September 2013 - 1. Juli 2018
Logo von Universal TV seit 2. Juli 2018
Logo von Universal TV HD von 2. Juli 2018 bis 2024

## Empfang
Bei der Telekom ist zusätzlich eine Version in SD aufgeschaltet. Seit dem 29. April 2014 war der Sender im ehemaligen Kabelnetz von Unitymedia im Paket Digital TV ALLSTARS empfangbar sowie bei Sky Deutschland.

## Universal TV HD
Zum Sendestart wird die HD-Version des Universal Channel auf der Plattform von Sky Deutschland im Welt-Paket sowie bei Telekom Entertain und beim Kabelnetzbetreiber Vodafone ausgestrahlt. Zudem ist der Sender über die IP-Plattform Magine TV empfangbar.